# Onthophagus dorsosignatus
Onthophagus dorsosignatus là một loài bọ cánh cứng trong họ Bọ hung (Scarabaeidae).